# Pino D'Angiò
Pino D'Angiò, seudónimo de Giuseppe Chierchia (Pompeya, 14 de agosto de 1952-Roma, 6 de julio de 2024), fue un cantante italiano, conocido por sus canciones pop en los años ochenta. Autor e intérprete de Ma quale idea, que también cantó en español con el título ¡Qué idea!.

## Biografía
Nació en 1952 en Pompeya. Sus primeros años adolescentes transcurren entre Estados Unidos y Canadá. Comenzó a cantar en un cabaret, donde le vio un productor que le ofreció grabar un disco. Inició su carrera artística con la canción È libero scusi?, (Está libre, por favor?), en 1979.
Su canción más conocida es Ma quale idea, incluida en su álbum Balla! de 1980. Compuesta por él con base en el ritmo de "Ain´t no stopping us now" de Mc Fadden & Whitehead y con arreglos de Enrico Intra, se lo considera el primer rap-funky compuesto en Europa y una de las canciones más bailadas en las discotecas a principios de los años 80. Vendió más de dos millones y medio de copias en todo el mundo. Alcanzó el primer lugar en listados de Francia, Alemania, España, Italia, Argentina, Bélgica y Reino Unido, país donde el único antecedente de tema en italiano que alcanzara popularidad fue Nel blu dipinto di blu (Volare) (1958) de Domenico Modugno. El 19 de septiembre de 1981, alcanzó el número 1 en España con la versión en español, titulada Qué Idea.
En esa misma época participó en festivales italianos e internacionales como el Festivalbar (Italia), el Festival Internacional de la Canción de Viña del Mar y la Mostra internazionale di musica leggera de Venecia (Italia), donde ganó la Gondola d'Argento y fue proclamado mejor cantante italiano de 1981. En 1983 fue nombrado mejor artista extranjero del año en España. 
Ha compuesto canciones para artistas como Raffaele Riefoli (Raf), Miguel Bosé y Mina, para quien compuso Ma chi è quello lì. Entre 1981 y 1989 recibió nueve discos de oro.
Desde fines de la década de 1980 se desempeñó como presentador y productor de programas de radio y televisión en Italia. Entre 1998 y 2003, realizó una gira teatral por España, Francia e Italia, en la que presentó monólogos y canciones. 
Otra de sus composiciones es The age of Love, definido como el mejor tema tecno de 1997, con un millón de copias vendidas. Don't call me baby de 1999, de estilo electric-house y basada en la canción del mismo nombre del grupo australiano Madison Avenue, fue su último éxito discográfico, vendió dos millones y medio de copias y encabezó las listas de canciones más escuchadas de Estados Unidos, Reino Unido y Australia. 
Es el único artista italiano en el DVD World Tribute to the Funk, publicado por Sony Music en 2003 como la enciclopedia de la música funky. Ha doblado algunas películas de Woody Allen al italiano, entre las que destacan ‘La Rosa Púrpura del Cairo’, ‘Broadway Danny Rose’ y Tutti Dicono I Love You. Como actor, interpretó el rol de uno de los hermanos Bardellino en la película Il Camorrista, de Giuseppe Tornatore.
En 2005 el grupo italiano de hip-hop Flaminio Maphia versionó Ma quale idea con el título Che idea. En 2006 fue uno de los concursantes del programa de Telecinco: Esta cocina es un infierno, junto a otros doce famosos que convivían en una casa y aprendían a cocinar con los chefs Sergi Arola y Mario Sandoval Huertas.
En sus últimos años, D'angiò sufrió de múltiples problemas de salud, principalmente ocasionados por el cáncer de garganta, enfermedad por la cual fue operado seis veces en 2021. Otras de sus complicaciones incluyen tumores pulmonares, un sarcoma e infartos y paros cardíacos. Su última aparición pública fue en el Festival de Sanremo 2024. Falleció el 6 de julio de 2024 a los 71 años.

## Álbumes
- 1981 ...Balla! (Ri-Fi) (LP)
- 1982 Ti regalo della musica (Ri-Fi) (LP)
- 1983 Una notte maledetta (SGM) (LP)
- 1986 Sunshine blue (SGM Records) (LP)
- 1988 Gente sì & gente no (Carosello) (LP)
- 1989 Dancing In Jazz (Carosello) (LP)
- 1991 STS Siamo tutti stufi (Carosello, CLN 25151) (LP)
- 1997 Notte d'amore (Pull, 484059-2) (como Pino D'Angiò & Powerfunk) (CD)
- 1999 I successi (D.V. More Record, CD DV 6340) (CD)
- 1999 Ma quale idea? e le altre storie (Carosello) (CD)
- 2002 Lettere a Federico Fellini (Zetazero) (CD)
- 2010 The Only One (Noise & Dreams) (CD)
- 2016 Dagli italiani a Beethoven (LP)